# Sonate in E majeur voor viool en piano
Christian Sinding voltooide zijn Sonate in E majeur voor viool en piano op 21 juni 1895. Het was zijn tweede poging in het genre sonate voor viool en piano. Gezien het manuscript is het werk in Duitsland geschreven (Zweite Sonate staat op het titelblad). Het manuscript laat ook zien dat er na de voltooiing nog veel correcties zijn toegepast. Het werk is in de 20e eeuw in de vergetelheid geraakt.
De sonate bestaat uit de delen:
- Allegro
- een Romance in Andante
- een Finale in Allegro vivace

De eerste uitvoering was weggelegd voor Karl Johannessen (viool) en Erika Nissen op een avond gewijd aan de muziek van Sinding.